# Захаровская (Верхнекокшенгский сельсовет)
Захаровская — упразднённая деревня в Тарногском районе Вологодской области России. На момент упразднения входила в состав Верхнекокшеньгского сельсовета.

## География
Урочище находится в северо-восточной части области, в подзоне средней тайги, на правом берегу реки Печеньги, вблизи места впадения её в Кокшеньгу, на расстоянии примерно 25 километров (по прямой) к северо-востоку от села Тарногский Городок, административного центра района. Абсолютная высота — 96 метров над уровнем моря.

### Климат
Климат характеризуется как умеренно континентальный, с продолжительной холодной зимой и умеренно тёплым летом. Среднегодовая температура воздуха — +1,5 °C. Средняя температура воздуха самого холодного месяца (января) — −13,6 °C (абсолютный минимум — −52 °C), средняя температура самого тёплого (июля) — +16,8 °С (абсолютный максимум — +37 °С). Вегетационный период длится 115 дней. Среднегодовое количество атмосферных осадков составляет 667 мм, из которых около 67 % выпадает в тёплый период. Снежный покров держится в течение 168 дней. В течение года преобладают ветра юго-западного направления. Среднегодовая скорость ветра 3,3 м/с.

## История
Упоминается в 1623 и 1685 годах как деревня Захаровская (Печенгское) Верхкокшенской волости.
В «Списке населенных мест Вологодской губернии по сведениям 1859 года» населённый пункт упомянут как удельная деревня Борисовская (Печеньга) Тотемского уезда, расположенная при речке Печеньге, в 127 верстах от уездного города. В деревне имелось 10 дворов и проживал 81 человек (41 мужчина и 40 женщин). В 1881 году входила в состав Шевденицкой волости.
По данным 1926 года в деревне имелось 30 хозяйств и проживало 128 человек (55 мужчин и 73 женщины).
Действовал колхоз «Захаровская». По состоянию на 1 января 1973 года входила в состав Верхнекокшенгского сельсовета Тарногского района. Упразднена в 1998 году.